# Roche (Vaud)
Roche é uma comuna da Suíça, situada no distrito de Aigle, no cantão de Vaud. Tem 6,45 km² de área e sua população em 2018 foi estimada em 1.775 habitantes.